# 江碧涛
江碧涛（1967年8月—），女，中国遥感技术专家，中国人民解放军61646部队总工程师、研究员，中国工程院院士，全国三八红旗手，第十三届全国政协委员。